# Hellé
Dans la mythologie grecque, Hellé (en grec ancien Ἕλλη), également connue sous les noms de Néphéléis et d'Athamantis, est la fille du roi de Thèbes Athamas et de la nymphe Néphélé,.
Avec son frère Phrixos, pour échapper à la mort et à la haine de leur belle-mère Ino, elle s'enfuit sur le bélier volant à la toison d'or, Chrysomallos. Mais alors que Phrixos parvient en Colchide, à la cour du roi Éétès, Hellé, prise de vertige, tombe dans la mer dans le détroit appelé de ce fait « Hellespont » (la mer d'Hellé, aujourd'hui mer de Marmara),,. 
Une autre tradition raconte qu'elle ne s'est pas noyée mais fut sauvée et aimée par Poséidon, avec qui elle eut comme enfants Paeon, Édonos et Almops. Ce dernier donna son nom à la ville d'Almopia, en Macédoine. Pour Valerius Flaccus, c'est la Néréide Cymothoé et le dieu marin Glaucus qui sauvèrent Hellé lorsqu’elle tomba du bélier volant à la toison d'or, Chrysomallos.